# Jatuna Samnidze
Jatuna Samnidze (en georgiano: ხათუნა სამნიძე; Batumi, 28 de noviembre de 1978) es una política georgiano, presidenta del Partido Republicano de Georgia.

## Biografía
Samnidze se licenció en administración y dirección de empresas en la Universidad de Magdeburgo en 2003. De 2004 a 2008 fue diputada en el parlamento de Ayaria, afiliándose al Partido Republicano en 2005.
De 2010 a 2013, Samnidze fue coordinadora del programa de la Fundación Heinrich Böll para el Cáucaso Sur. Desde 2013 es presidenta del Partido Republicano y de 2014 a 2017, fue miembro del ayuntamiento de Tiflis.
En las elecciones de 2020, Samnidze fue elegida diputada del parlamento de Georgia en la lista de La fuerza está en la unión, liderada por el Movimiento Nacional Unido. Presidió el grupo parlamentario Grupo de Reformas y fue miembro de la comisión de Economía.